# Новокатеринівка (Миколаївський район)
Новокатери́нівка — село в Україні, у Степівській сільській громаді Миколаївського району Миколаївської області. Населення становить 920 осіб.
Село розташоване в південно-західній частині Миколаївської області, у межах Причорноморської низовини за 30 км від міста Веселинове, за 80 км від обласного центру Миколаєва. В Північній частині від села пролягає ділянка залізниці Одеса-Миколаїв. Найбільшою станцією, що знаходиться від села — є станція Новокатеринівка, найменшою — станція Новий Степ. Є автобусне сполучення з обласним і районним центром. На південно-західній околиці села бере початок Балка Лисича.

## Символіка
Затверджена 27 квітня 2023р. рiшенням №11 сесії сільської ради. Автори - Д.Моргунов, В.Дробний, І.Д.Янушкевич.

### Герб
Щит поділений зеленим лівим перев'язом. У першій зеленій частині лазурова готична літера "К". У другій зеленій частині срібна риба. На перев'язу три срібних кокони шовкопряда два золотих метелика шовкопряда зі срібними крилами.

### Прапор
Квадратне полотнище поділене горизонтально на дві рівні частини - зелену і синю. Від древка відходить жовте поле шириною в 1/3 від ширини прапора, на якому зверху синя літера "К".

## Історія
Нова Катериненталь (Neu Katherinental) — назва села за часів виникнення німецьких колоній на території півдня України. Нова Катериненталь — це дочірня колонія, материнською була ж Катериненталь (1817 — рік виникнення). Назву Катериненталь отримала від генерала І. М. Інзова 31 грудня 1819 року. Назва колонії була підтверджена його величністю. Із 1 січня 1820 року колонія Катериненталь мала назву, у якій буде жити ім'я св. Великомучениці Катерини.
7 (20) листопада 1917 року, відповідно до Третього Універсалу Української Центральної Ради, увійшло до складу Української Народної Республіки.  
На картах німецьких колоній знаходимо рік заснування дочірньої колонії — Neu Katherinental — 1925 рік. Дані знаходимо в книзі «Німці біля чорного моря між Бугом і Дністром» Джона Фолбрука, яка була видана у 2002 році в США. Джон Фолбрук пише: «Кількість населення в колоніях збільшувалася, що вело до недостатку землі. Спадок залишався лише молодшому синові. Старші сини вимушені були купувати нові наділи землі. Переїжджати в міста чи освоювати нові професії вони не хотіли. Сільські громади збирали гроші і купували землю у багатих російських землевласників і засновували дочірні колонії. Neu–Speyer, Windhad, Neu Worms, Grunfeld, Neu Katherinental, Klein-Karlsruhe, Neu-Rohrbach, Freudental та інші були засновані після Ленінських реформ сільського господарства 1925—1928 рр. … Територія між Дністром та Бугом налічувала 34 материнські колонії та більше 200дочірних колоній. До 1917 р. вони володіли 674 тис. 570 чол., і в 1944 р., коли колонії зникли, їх було майже 130000».
У 1925—1939 роках село входило до складу Карл-Лібкнехтівського німецького національного району Миколаївської округи (з 1932 — Одеської області).
Поселенці будували землянки і верхові хати, займалися вирощуванням зернових культур, тваринництвом. Збудували башню для води (яка і сьогодні стоїть на центральній вулиці села).
1944 рік став для німців-колоністів роком випробувань. В березні місяці був виданий указ про виселення їх з місць, де вони проживали. Влада звинуватила їх у співпраці з німцями-нацистами. Чи самі покидали обжиті місця, чи були вивезені — невідомо.